# O Santo Milagroso
O Santo Milagroso é um filme brasileiro de 1966, do gênero comédia, dirigido e roteirizado por Carlos Coimbra, baseado na peça de Lauro César Muniz.

## Sinopse
Quando sua irmã interessa-se pelo sacristão da igreja católica, pastor procura o padre, seu rival na disputa da liderança espiritual da cidade, e tentam impedir o namoro, criando uma série de confusões.

## Elenco
- Leonardo Villar ....... Pastor Raimundo
- Dionísio de Azevedo ....... Padre José
- Vanja Orico ....... Terezinha
- Geraldo Del Rey ....... Dito
- Geraldo Gamboa ....... Dom Arlindo
- David Neto ....... Coronel Chiquinho
- Roberto Ferreira ....... Lojista
- Aluizio de Castro ....... Reporter
- Percy Aires ....... Padre Samuel
- Saturno Cerra ....... Juca
- Edgar Ferreira ....... Joao
- Pio Zamuner ....... Ciclista
- Maria da Conceição Tavares
- José de Almeida
- Solano Trindade